# Le Complexe de Philémon
Le Complexe de Philémon est une pièce de théâtre de Jean Bernard-Luc, représentée pour la première fois sur la scène du Théâtre Montparnasse-Gaston-Baty dirigé par Marguerite Jamois, le 10 décembre 1950.

## Argument
Hélène et François, son mari, forment un couple des plus unis depuis quinze ans, jusqu'au jour où Hélène assiste à la conférence d'un psychanalyste. Elle en sort persuadée que son mari est atteint du "Complexe de Philémon".

## Théâtre Montparnasse, 1950
Création :
- Mise en scène : Christian-Gérard
- Décor : Douking

Personnages :
- HÉLÊNE SAINT-FAUST : Suzanne Flon
- FRANÇOIS SAINT-FAUST : Henri Guisol
- PROFESSEUR DAVID-KOUGLOW, psychanalyste : Grégoire Aslan
- BLAISE : Léon Berton
- ANTONIA : Mady Berry
- MADEMOISELLE PELOUSCO : Jany Mourey
- LUCIENNE GRANDPIERRE : Madeleine Barbulée
- CÉCILE ARMINGAUX : Gilberte Géniat
- OLGA TATANIEFF : Louisa Colpeyn

## Comédie des Champs-Élysées, 1963
Deuxième production : le 15 mars 1963 à la Comédie des Champs-Élysées.
- Mise en scène : Christian-Gérard
- Décor : Douking

Personnages :
- HÉLÊNE SAINT-FAUST : Delphine Seyrig
- FRANÇOIS SAINT-FAUST : Henri Guisol
- PROFESSEUR DAVID-KOUGLOW, psychanalyste : Jean-Roger Caussimon
- BLAISE : Henri Giquel
- ANTONIA : Marcelle Duval
- MADEMOISELLE PELOUSCO : Liliane Gaudet
- LUCIENNE GRANDPIERRE : Anne Rabanit
- CÉCILE ARMINGAUX : Frédérique Rouhelle
- OLGA TATANIEFF : Louisa Colpeyn

## Théâtre Marigny, 1973
Emission    Au théâtre ce soir de Pierre Sabbagh.
- Mise en scène : René Clermont
- Décor : Jean-pierre Seher

Personnages :
- HÉLÊNE SAINT-FAUST : Suzanne Flon
- FRANÇOIS SAINT-FAUST : Bernard Lavalette
- PROFESSEUR DAVID-KOUGLOW, psychanalyste : Grégoire Aslan
- BLAISE : Fred Pasquali
- ANTONIA : Gabrielle Doulcet
- MADEMOISELLE PELOUSCO : Liliane Gaudet
- LUCIENNE GRANDPIERRE : Annick Alane
- CÉCILE ARMINGAUX : Louise Robin
- OLGA TATANIEFF : Louisa Colpeyn